# 西格弗里德·格拉布纳
西格弗里德·格拉布纳（德語：Siegfried Grabner，1975年2月4日—），奥地利男子单板滑雪运动员。他曾代表奥地利参加1998年、2002年、2006年和2010年冬季奥林匹克运动会单板滑雪比赛，其中2006年冬季奥运会获得一枚铜牌。